# Павлюк Ярослав Ярославович
Яросла́в Яросла́вович Павлю́к (нар. 24 жовтня 1980, с. Петрівка, Компаніївський район Кіровоградська область, Українська РСР — пом. 30 січня 2017, м. Авдіївка, Донецька область, Україна) — український військовослужбовець, солдат Збройних сил України. Загинув під час російсько-української війни.

## Життєпис
Народився 1980 року в селі Петрівка Компаніївського району Кіровоградської області. Мати померла, коли Ярослав був ще малим, тому вихованням його та молодших братів займалася бабуся.
Навчався у Компаніївському технікумі ветеринарної медицини. 2002 року закінчив з відзнакою Білоцерківський національний аграрний університет, факультет ветеринарної медицини. Свого часу був визнаний кращим студентом України за своєю спеціальністю. 2003 зарахований на навчання до аспірантури цього ж університету, по закінченню якої з 2006 по 2010 працював на посаді асистента кафедри епізоотології та інфекційних хвороб, викладав епізоотологію та ветеринарний менеджмент. Працював у ДП «Кліринг-Агро» Сквирського району Київської області та ТОВ «СП „Валява“» с. Валява Городищенського району Черкаської області. Займався вільною боротьбою. Працював ветеринаром у Баку, але повернувся до України, коли дізнався, що молодший брат на війні.
З 24 серпня 2014 по 29 липня 2015 проходив військову службу за мобілізацією в Ізмаїльському прикордонному загоні Державної прикордонної служби України, — фельдшер-водій медичного пункту оперативно-бойової прикордонної комендатури «Ізмаїл».
21 листопада 2016 вступив на військову службу за контрактом до 72-ї окремої механізованої бригади, в/ч А2167, м. Біла Церква.
Загинув 30 січня 2017 року від осколкового поранення внаслідок артилерійського обстрілу ротного опорного пункту в промисловій зоні міста Авдіївка.
Вранці 29 січня штурмова група 1-го механізованого батальйону під час контратаки зайняла взводний опорний пункт (ВОП) противника і тримала оборону до підходу основних сил 1-го батальйону. Противник намагався вибити військовиків із зайнятих позиції. Артилерійські та мінометні обстріли тривали кілька днів. 30 січня ворог застосував РСЗВ «Град». Близько 7:00, під час обстрілу ротного опорного пункту загинули солдат Ярослав Павлюк і солдат Віталій Шамрай.
1 лютого на Майдані Незалежності в Києві сотні людей прощались із сімома воїнами 72-ї ОМБр, які 29 та 30 січня загинули в боях за Авдіївку. 2 лютого Ярослава поховали на кладовищі у рідній Петрівці.
Залишились бабуся, двоє братів та 7-річна донька у цивільному шлюбі.

## Нагороди та вшанування
- Указом Президента України № 22/2017 від 1 лютого 2017 року, «за особисту мужність і самовідданість, виявлені у захисті державного суверенітету та територіальної цілісності України, вірність військовій присязі», нагороджений орденом «За мужність» III ступеня (посмертно)[8].
- У Білоцерківському національному аграрному університеті відкрито меморіальну дошку на честь Ярослава.
- Вшановується в меморіальному комплексі «Зала пам'яті», в щоденному ранковому церемоніалі 30 січня[9][10].